# Igor Gluščević
Igor Gluščević (in serbo Игор Глушчевић?; Budua, 30 marzo 1974) è un ex calciatore montenegrino, di ruolo attaccante.

## Caratteristiche tecniche
Era un centravanti.

## Palmarès

### Club

#### Competizioni nazionali
- Coppa dei Paesi Bassi: 1

Utrecht: 2002-2003
- Coppa della Repubblica Ceca: 1

Sparta Praga: 2003-2004